# 1957 у хокеї з шайбою
Нижче наведені хокейні події 1957 року у всьому світі.

## Головні події
На чемпіонаті світу в Москві золоті нагороди здобула збірна Швеції (другий титул).
У фіналі кубка Стенлі «Монреаль Канадієнс» переміг «Бостон Брюїнс».

## Національні чемпіони
- Австрія: «Енгельманн» (Відень)

- Італія: «Кортіна» (Кортіна-д'Ампеццо)
- НДР: «Динамо» (Вайсвассер)
- Норвегія: «Тігрене» (Осло)
- Польща: «Легія» (Варшава)
- Румунія: «Меркуря-Чук»
- СРСР: «Крила Рад» (Москва)
- Угорщина: «Вереш Метеор» (Будапешт)
- Фінляндія: «Ільвес» (Тампере)
- Франція: «Булонь-Біянкур»
- ФРН: «Фюссен»
- Чехословаччина: «Руда Гвезда» (Брно)
- Швейцарія: «Ароза»
- Швеція: «Євле»
- Югославія: «Акроні» (Єсеніце)

## Переможці міжнародних турнірів
- Кубок Шпенглера: «Давос» (Швейцарія)
- Турнір газети «Советский спорт»: ЦСК МО (Москва)

## Засновані клуби
- «Войводина» (Новий Сад, Югославія)

## Народились
- 22 січня — Майк Боссі, канадський хокеїст українського походження. Член Зали слави хокею (1991).
- 26 лютого — Джо Маллен, американський хокеїст. Член Зали слави хокею (2000).
- 3 травня — Род Ленгвей, канадський хокеїст. Член Зали слави хокею (2003).
- 14 червня — Микола Дроздецький. Олімпійський чемпіон.
- 12 липня — Дейв Семенко, канадський хокеїст.
- 2 жовтня — Горді Робертс, американський хокеїст.